# Башкин, Владимир Андреевич
Владимир Андреевич Башкин (1 апреля 1925, Козлов, Тамбовская губерния — 4 июня 2006, Тула) — советский и российский актёр, заслуженный артист РСФСР (1978).

## Биография
Родился в городе Козлов Тамбовской губернии в рабочей семье. С 1932 года жил в Ленинграде, где в 1949 году окончил Ленинградский государственный театральный институт им. А. Н. Островского. С 1949 по 1968 годы работал в Горьковском театре драмы. В 1968 году вступил в труппу Тульского академического театра драмы. Дебютной стала роль бродячего комедианта Дженнаро в спектакле «Человек и джентльмен» Эдурдо де Филиппо. В 1978 году удостоен звания Заслуженного артиста РСФСР. Умер в Туле в 2006 году.

## Роли в Тульском театре драмы
- Дженнаро («Человек и джентльмен», 1969)
- Дед Щукарь («Поднятая целина», 1969)
- Лукашин («С легким паром!», 1970)
- Монахов («Варвары», 1973)
- Чмутин («Ретро», 1981)
- Карп («Лес», 1992)
- Левицкий («Уступи место завтрашнему дню», 1994)
- Павлин («Волки и овцы», 1995)
- Завальшевский («Два гусара», 1997)
- Дядюшка Плезент («Орфей спускается в ад», 1998)
- Маргаритов («Поздняя любовь», 2000)
- Дядя («Ложь на длинных ногах», 2001)